# Philipp Hepp
Johann Adam Philipp Hepp (* 26. Oktober 1797 in Kaiserslautern; † 5. Februar 1867 in Frankfurt am Main) war ein deutscher Arzt, Botaniker und Flechtenforscher. Als Vorsitzender des Neustadter Filialkomitees des Deutschen Preß- und Vaterlandsvereins setzte er sich für den Erhalt der Presse- und Meinungsfreiheit in der Pfalz unter der bayerischen Herrschaft ein und war Festredner des Hambacher Festes von 1832.

## Leben und Wirken
Philipp Hepp praktizierte um 1824 als Assistenz-Arzt der Kranken- und Irrenanstalt des Königlich Bayrischen Rheinkreises zu Frankenthal.
Von 1826 bis 1849 lebte und praktizierte Hepp in Neustadt an der Haardt als Arzt. Während dieser Zeit war er Vorsitzender des Neustadter Filialkomitees des „Press- und Vaterlandsvereins“. Bei der Einladungen zum Hambacher Fest war er Mitunterzeichner. Für das Fest empfing er den als Ehrengast eingeladenen Schriftsteller Ludwig Börne zusammen mit dem Buchhändler Philipp Christmann als Mitglied des Festkomitees. Auf dem Fest selbst hielt er die Eröffnungsrede und zu Mittag eine Tischrede. Für seine Beteiligung am Hambacher Fest wurde er zusammen mit weiteren zwölf Personen im Jahre 1833 vor dem außerordentlichen Assisengericht (Schwurgericht) angeklagt, das in Landau zusammentrat und vom 29. Juli bis 16. August 1833 tagte. Dieses Gericht kam zu einem Freispruch. Am 23. April 1834 wurde er wegen Verunglimpfung der Staatsbehörden zu sechs Tagen Gefängnis verurteilt und im Zuge der Demagogenverfolgung im Schwarzen Buch der Frankfurter Bundeszentralbehörde (Eintrag Nr. 673) festgehalten.
Während der Zeit in Neustadt befasste er sich mit Botanik. Es entstand das Werk „Die Flechten Europas“ in mehreren Bänden. Infolge seines naturwissenschaftlichen Interesses begründete er die Pollichia am 6. Oktober 1840 in Bad Dürkheim mit, einen forschenden Naturschutzverein mit Schwerpunkt in Rheinland-Pfalz. Von 1842 bis 1849 war er dessen Vorsitzender.
1848 wurde Hepp Begründer und Vorsitzender des Neustadter Volksvereins, des ersten parteipolitischen Ortsvereins der Pfalz. Im gleichen Jahr agitierte er zusammen mit Ludwig Frey gegen August Lufft, der Direktor der königlichen Regierung der Pfalz, Kammer des Innern, in Speyer war. 1848 war er Mitglied des Vorparlaments.
Im Januar 1849 wurde er Mitglied des Bayerischen Landtags. Ab Mai war er für die Revolutionsregierung in der Pfalz als „Finanzminister“ tätig. Nach Niederschlagung der Revolution von 1848/1849 war Hepp gezwungen, in die Schweiz zu fliehen.
Dort lebte er zuerst in der Enge und ab 1865 in Hottingen in Zürich. Beim Besuch seiner Tochter im Jahre 1867 verstarb Hepp in Frankfurt am Main.

## Werke
- Philipp Hepp: Die Flechten Europas in getrockneten mikroskopisch untersuchten Exemplaren mit Beschreibung und Abbildung ihrer Sporen I.–[XVI.] Band. Meyer & Zeller, Zürich 1855.

- Philipp Hepp: Abbildungen und Beschreibung der Sporen zum I.–[XVI.] Band der Flechten Europas in getrockneten mikroskopisch untersuchten Exemplaren. Eigenverlag, Zürich 1853 (books.google.de).

- Philipp Hepp: Allgemeine Literatur-Zeitung. Band III. K. S. priv. Zeitungs-Expedition, Halle / Leipzig 1824 (books.google.de).